# Mistrovství světa v alpském lyžování 2015
Mistrovství světa v alpském lyžování 2015, oficiálně FIS Alpine World Ski Championships 2015, byl v pořadí 43. ročník šampionátu, který probíhal v amerických zimních střediscích Vail a Beaver Creek, ležících v hornatém Coloradu. Konal se od 2. do 15. února 2015.
Na šampionátu startovalo přibližně 700 lyžařů ze 68 národních výprav. Úvodní závod se uskutečnil v úterý 3. února a poslední se jel v neděli 15. února. Harmonogram zahrnoval pět mužských, pět ženských individuálních závodů a týmovou soutěž reprezentačních družstev v paralelním obřím slalomu, která se uskutečnila ve Vailu. Zbylých deset disciplín bylo pořádáno v Beaver Creeku, se závodními tratěmi na sjezdovce Birds of Prey. Na stejném svahu došlo v sousedství mužské trasy k vybudování nové sjezdové trati Raptor pro ženy. Všechny disciplíny byly živě vysílány televizí.
Střediska Vail a Beaver Creek hostila mistrovství světa v alpském lyžování potřetí v historii. Poprvé se tak stalo v roce 1989 a podruhé o deset let později roku 1999. V prvním případě byly všechny soutěže odjety ve Vailu a ve druhém pak sedm ve Vailu a tři v Beaver Creeku. Colorado pořádalo také druhý šampionát po druhé světové válce v Aspenu v roce 1950. Jednalo se o vůbec první mistrovství mimo evropský kontinent, a první na němž se jel obří slalom.
Nejvíce medailí získaly Rakušanka Anna Fenningerová a Slovinka Tina Mazeová, každá z nich po dvou zlatých a jedné stříbrné. Pořadí národů vyhrálo Rakousko s devíti medailovými kovy, pěti zlatými, třemi stříbrnými a jednou bronzovou.

## Fináloví kandidáti pořadatelství
Všichni tři fináloví kandidáti na pořádání šampionátu 2015 se ucházeli již o konání předchozího MS 2013, které připadlo v roce 2008 Rakousku. Vítěz byl zvolen 3. června 2010 na kongresu Mezinárodní lyžařské federace v turecké Antalyi. Vail a Beaver Creek obdržely osm hlasů. Cortina skončila na druhém místě se čtyřmi hlasy a Svatý Mořic získal tři hlasy.
| Středisko                     | stát      | hlasů | pořadatelství předchozích MS                          |
| ----------------------------- | --------- | ----- | ----------------------------------------------------- |
| Vail / Beaver Creek, Colorado | USA       | 8     | 1999, 1989 (Vail), původně ZOH 1976 (odstoupení 1972) |
| Cortina d'Ampezzo             | Itálie    | 4     | ZOH 1956, 1941 (odstoupení), 1932                     |
| Svatý Mořic                   | Švýcarsko | 3     | 2003, 1974, ZOH 1948, 1934                            |

## Harmonogram a traťové informace
| Harmonogram a traťové informace | Harmonogram a traťové informace | Harmonogram a traťové informace | Harmonogram a traťové informace                       | Harmonogram a traťové informace | Harmonogram a traťové informace | Harmonogram a traťové informace | Harmonogram a traťové informace | Harmonogram a traťové informace | Harmonogram a traťové informace | Harmonogram a traťové informace | Harmonogram a traťové informace |
| Den                             | datum                           | čas                             | závod                                                 | start                           | cíl                             | převýšení                       | délka                           | branek                          | max. sklon                      | název trati                     | obloha                          |
| ------------------------------- | ------------------------------- | ------------------------------- | ----------------------------------------------------- | ------------------------------- | ------------------------------- | ------------------------------- | ------------------------------- | ------------------------------- | ------------------------------- | ------------------------------- | ------------------------------- |
| Út                              | 3. února                        | 11:00                           | Super-G žen                                           | 3246 m                          | 2730 m                          | 516 m                           | 1640 m                          | 35                              | 57 % (30,0°)                    | Raptor                          | oblačno                         |
| Čt                              | 5. února                        | 11:00                           | Super-G mužů                                          | 3337 m                          | 2730 m                          | 671 m                           | 1879 m                          | 39                              | 68 % (32,3°)                    | Birds of Prey                   | oblačno                         |
| Pá                              | 6. února                        | 11:00                           | Sjezd žen                                             | 3440 m                          | 2730 m                          | 710 m                           | 3050 m                          | 41                              | 59 % (30,5°)                    | Raptor                          | oblačno                         |
| So                              | 7. února                        | 11:00                           | Sjezd mužů                                            | 3483 m                          | 2730 m                          | 753 m                           | 2623 m                          | 36                              | 63 % (32,3°)                    | Birds of Prey                   | slunečno                        |
| Ne                              | 8. února                        | 10:00                           | Superkombinace mužů – sjezd                           | 3483 m                          | 2730 m                          | 753 m                           | 2623 m                          | 36                              | 63 % (32,3°)                    | Birds of Prey                   | slunečno                        |
| Ne                              | 8. února                        | 14:15                           | Superkombinace mužů – slalom                          | 2935 m                          | 2724 m                          | 211 m                           | 690 m                           | 66                              | 50 % (26,7°)                    | Birds of Prey                   | slunečno                        |
| Po                              | 9. února                        | 10:00                           | Superkombinace žen – sjezd                            | 3440 m                          | 2730 m                          | 710 m                           | 3050 m                          | 41                              | 59 % (30,5°)                    | Raptor                          | slunečno                        |
| Po                              | 9. února                        | 14:15                           | Superkombinace žen – slalom                           | 2911 m                          | 2724 m                          | 182 m                           | 640 m                           | 59                              | 46 % (24,8°)                    | Raptor                          | slunečno                        |
| Út                              | 10. února                       | 14:15                           | Soutěž družstev                                       | 2606 m                          | 2515 m                          | 91 m                            | 326 m                           |                                 |                                 | Raptor                          | slunečno                        |
| Čt                              | 12. února                       | 10:15 14:15                     | Obří slalom žen – 1. kolo Obří slalom žen – 2. kolo   | 3077 m                          | 2721 m                          | 356 m                           | 1305 m                          | 49                              | 50 % (26,7°)                    | Raptor                          | slunečno                        |
| Pá                              | 13. února                       | 10:15 14:15                     | Obří slalom mužů – 1. kolo Obří slalom mužů – 2. kolo | 3155 m                          | 2721 m                          | 424 m                           | 1490 m                          | 60 59                           | 50 % (26,7°)                    | Birds of Prey                   | slunečno                        |
| So                              | 14. února                       | 10:00 14:15                     | Slalom žen – 1. kolo Slalom žen – 2. kolo             | 2911 m                          | 2724 m                          | 187 m                           | 640 m                           | 61                              | 46 % (24,8°)                    | Raptor                          | slunečno                        |
| Ne                              | 15. února                       | 10:15 14:15                     | Slalom mužů – 1. kolo Slalom mužů – 2. kolo           | 2935 m                          | 2724 m                          | 211 m                           | 690 m                           | 73 70                           | 50 % (25,7°)                    | Birds of Prey                   | oblačno                         |
| uveden je místní čas (UTC−7).   |                                 |                                 |                                                       |                                 |                                 |                                 |                                 |                                 |                                 |                                 |                                 |

## Medailisté

### Muži
| Závod          | Zlato                             | Zlato   | Stříbro                              | Stříbro | Bronz                             | Bronz   |
| -------------- | --------------------------------- | ------- | ------------------------------------ | ------- | --------------------------------- | ------- |
| Sjezd          | Patrick Küng Švýcarsko            | 1:43,18 | Travis Ganong Spojené státy americké | 1:43,42 | Beat Feuz Švýcarsko               | 1:43,49 |
| Super-G        | Hannes Reichelt Rakousko          | 1:15,68 | Dustin Cook Kanada                   | 1:15,79 | Adrien Théaux Francie             | 1:15,92 |
| Obří slalom    | Ted Ligety Spojené státy americké | 2:34,16 | Marcel Hirscher Rakousko             | 2:34,61 | Alexis Pinturault Francie         | 2:35,04 |
| Slalom         | Jean-Baptiste Grange Francie      | 1:57,47 | Fritz Dopfer Německo                 | 1:57,82 | Felix Neureuther Německo          | 1:58,02 |
| Superkombinace | Marcel Hirscher Rakousko          | 2:36.10 | Kjetil Jansrud Norsko                | 2:36.29 | Ted Ligety Spojené státy americké | 2:36.40 |

### Ženy
| Závod          | Zlato                                      | Zlato   | Stříbro                        | Stříbro | Bronz                                  | Bronz   |
| -------------- | ------------------------------------------ | ------- | ------------------------------ | ------- | -------------------------------------- | ------- |
| Sjezd          | Tina Mazeová Slovinsko                     | 1:45,89 | Anna Fenningerová Rakousko     | 1:45,91 | Lara Gutová-Behramiová Švýcarsko       | 1:46,23 |
| Super-G        | Anna Fenningerová Rakousko                 | 1:10,29 | Tina Mazeová Slovinsko         | 1:10,32 | Lindsey Vonnová Spojené státy americké | 1:10,44 |
| Obří slalom    | Anna Fenningerová Rakousko                 | 2:19,16 | Viktoria Rebensburgová Německo | 2:20,56 | Jessica Lindellová-Vikarbyová Švédsko  | 2:20,65 |
| Slalom         | Mikaela Shiffrinová Spojené státy americké | 1:38,48 | Frida Hansdotterová Švédsko    | 1:38,82 | Šárka Strachová Česko                  | 1:39,25 |
| Superkombinace | Tina Mazeová Slovinsko                     | 2:33,37 | Nicole Hospová Rakousko        | 2:33,59 | Michaela Kirchgasserová Rakousko       | 2:33,72 |

### Družstva
| Závod           | Zlato | Stříbro | Bronz |
| --------------- | --- | --- | --- |
| Soutěž družstev | Rakousko | Kanada | Švédsko |
| Soutěž družstev | Eva-Maria Bremová Michaela Kirchgasserová Marcel Hirscher Christoph Nösig náhradníci: Nicole Hospová, Philipp Schörghofer | Candace Crawfordová Erin Mielzynská Phil Brown Trevor Philp náhradníci: Marie-Pier Préfontaineová, Erik Read | Maria Pietiläová Holmnerová Anna Swenn-Larssonová Mattias Hargin André Myhrer náhradníci: Sara Hectorová, Markus Larsson |

## Medailové pořadí

### Medailové pořadí národů
| Pořadí            | stát                   | Zlato | Stříbro | Bronz | Celkově |
| 1.                | Rakousko               | 5     | 3       | 1     | 9       |
| 2.                | Spojené státy americké | 2     | 1       | 2     | 5       |
| 3.                | Slovinsko              | 2     | 1       | 0     | 3       |
| 4.                | Francie                | 1     | 0       | 2     | 3       |
| 4.                | Švýcarsko              | 1     | 0       | 2     | 3       |
| 6.                | Německo                | 0     | 2       | 1     | 3       |
| 7.                | Kanada                 | 0     | 2       | 0     | 2       |
| 8.                | Švédsko                | 0     | 1       | 2     | 3       |
| 9.                | Norsko                 | 0     | 1       | 0     | 1       |
| 10.               | Česko                  | 0     | 0       | 1     | 1       |
| Medailové sady    | Medailové sady         | 11    | 11      | 11    | 33      |
| pořádatelský stát |                        |       |         |       |         |

### Individuální medailové pořadí
| Pořadí                                              | lyžař                               | Zlato | Stříbro | Bronz | Celkově |
| 1.                                                  | Tina Mazeová (SLO)                  | 2     | 1       | 0     | 3       |
| 1.                                                  | Anna Fenningerová (AUT)             | 2     | 1       | 0     | 3       |
| 3.                                                  | Marcel Hirscher (AUT)               | 1     | 1       | 0     | 2       |
| 4.                                                  | Ted Ligety (USA)                    | 1     | 0       | 1     | 2       |
| 5.                                                  | Patrick Küng (SUI)                  | 1     | 0       | 0     | 1       |
| 5.                                                  | Hannes Reichelt (AUT)               | 1     | 0       | 0     | 1       |
| 5.                                                  | Mikaela Shiffrinová (USA)           | 1     | 0       | 0     | 1       |
| 5.                                                  | Jean-Baptiste Grange (FRA)          | 1     | 0       | 0     | 1       |
| 9.                                                  | Dustin Cook (CAN)                   | 0     | 1       | 0     | 1       |
| 9.                                                  | Travis Ganong (USA)                 | 0     | 1       | 0     | 1       |
| 9.                                                  | Kjetil Jansrud (NOR)                | 0     | 1       | 0     | 1       |
| 9.                                                  | Nicole Hospová (AUT)                | 0     | 1       | 0     | 1       |
| 9.                                                  | Viktoria Rebensburgová (GER)        | 0     | 1       | 0     | 1       |
| 9.                                                  | Frida Hansdotterová (SWE)           | 0     | 1       | 0     | 1       |
| 9.                                                  | Fritz Dopfer (GER)                  | 0     | 1       | 0     | 1       |
| 16.                                                 | Lindsey Vonnová (USA)               | 0     | 0       | 1     | 1       |
| 16.                                                 | Adrien Théaux (FRA)                 | 0     | 0       | 1     | 1       |
| 16.                                                 | Lara Gutová-Behramiová (SUI)        | 0     | 0       | 1     | 1       |
| 16.                                                 | Beat Feuz (SUI)                     | 0     | 0       | 1     | 1       |
| 16.                                                 | Michaela Kirchgasserová (AUT)       | 0     | 0       | 1     | 1       |
| 16.                                                 | Jessica Lindellová-Vikarbyová (SWE) | 0     | 0       | 1     | 1       |
| 16.                                                 | Alexis Pinturault (FRA)             | 0     | 0       | 1     | 1       |
| 16.                                                 | Šárka Strachová (CZE)               | 0     | 0       | 1     | 1       |
| 16.                                                 | Felix Neureuther (GER)              | 0     | 0       | 1     | 1       |
|                                                     | Medailové sady                      | 10    | 10      | 10    | 30      |
| individuální závody bez započítání soutěže družstev |                                     |       |         |       |         |

## Účastnické státy
Na Mistrovství světa 2015 startovalo přibližně 700 závodníků ze 68 členských výprav Mezinárodní lyžařské federace, kteří závodili o 48 medailí.
- Albánie
- Andorra
- Argentina
- Arménie
- Austrálie
- Belgie
- Bosna a Hercegovina
- Brazílie
- Bulharsko
- Kajmanské ostrovy
- Chile
- Čína
- Dánsko
- Německo
- Estonsko
- Finsko
- Francie
- Gruzie
- Řecko
- Haiti
- Indie
- Írán
- Irsko
- Island
- Izrael
- Itálie
- Jamajka
- Japonsko
- Kanada
- Kazachstán
- Kyrgyzstán
- Chorvatsko
- Lotyšsko
- Libanon
- Lichtenštejnsko
- Litva
- Lucembursko
- Malta
- Severní Makedonie
- Mexiko
- Monako
- Černá Hora
- Nový Zéland
- Nizozemsko
- Norsko
- Rakousko
- Východní Timor
- Peru
- Polsko
- Rumunsko
- Rusko
- San Marino
- Švédsko
- Švýcarsko
- Srbsko
- Slovensko
- Slovinsko
- Španělsko
- Jižní Korea
- Jižní Afrika
- Čínská Tchaj-pej
- Česko
- Ukrajina
- Maďarsko
- Uzbekistán
- Spojené království
- Spojené státy americké
- Kypr